# Bliss-nyelv
A Bliss-nyelv a Charles Kasiel Bliss által feltalált paszigráf nyelv, azaz csak írásos formában létezik. Piktografikus és ideografikus jelek alkotják; ezek kombinációjával mondatok alkothatók, gondolatok fejezhetők ki.

## Története
A nyelv kialakításához a kínai írás adta az ötletet, ami lehetővé teszi, hogy az egymást szóban megérteni nem tudók írásban kommunikálni tudjanak. A nyelv célja, hogy megértesse az embereket egymással, ezzel leküzdje a konfliktusokat, és elhozza a világbékét. Ebben a munkájában felesége, Klara Bliss segítette. Rendszerét kétszer is megjelentette, 1949-ben és 1965-ben Semantography néven publikálta.
Miután a nyelv nem érte el eredeti célját, a szerző engedélyt adott a nyelv felhasználására az augmentatív és alternatív kommunikációban. Erre a célra először 1971-ben, Kanadában vezették be. 1975-ben Bliss a nyelv jogait az általa tett alapítványra, a Blissymbolics Communication Foundationre (ma: Blissymbolics Communication International) ruházta át. A szerződést 1982-ben megerősítették. Azóta az alapítvány fejleszti tovább a nyelvet. A nyelvet Magyarországon 1983-ban vezették be.[forrás?]

## Nyelvtana
Az alapjel készletet a 120 Bliss-betű adja, amik kombinálásával Bliss-szavak épülnek fel. A Bliss-betűk egyszerű, könnyen megrajzolható formákból épülnek fel. A szimbólumokat a BCI-standard rögzíti. Jelenleg úgy 5000 Bliss-szó használatos.
A nyelv könnyen az egyes felhasználó fejlettségi szintjéhez, képességeihez és szükségleteihez igazítható. Lehetővé teszi, hogy a nem beszélő, néma vagy alig beszélőképes ember eljusson az egyszavas mondatoktól a bonyolult szerkezetű mondatokig, és felkészüljön az anyanyelvi írás-olvasás elsajátítására. Használat közben a jeleket, Bliss-betűket és Bliss-szavakat írott szavak kísérik, ami lehetővé teszi, hogy az is megértse, aki nem tanulta.
Egy Kanadából kiindult kísérleti kezdeményezés nyomán a Bliss-nyelv már e-mailekben is használható.

## Példák
Példamondat:
|    |        |       |         |
| Én | akarok | menni | moziba. |

Mozgás:
A kerék  jelből további jelek alkothatók:
- Rövid alulvonással: közlekedés, szállítás
- Hosszú alulvonással: út
- Szék a keréken: kerekesszék
- Szárnyakkal ellátva: repülőgép

## Fordítás
- Ez a szócikk részben vagy egészben  a   Bliss-Symbol című német Wikipédia-szócikk fordításán alapul.  Az eredeti cikk szerkesztőit annak laptörténete sorolja fel. Ez a jelzés csupán a megfogalmazás eredetét és a szerzői jogokat jelzi, nem szolgál a cikkben szereplő információk forrásmegjelöléseként.
- Ez a szócikk részben vagy egészben  a   Blisa skribo című eszperantó Wikipédia-szócikk fordításán alapul.  Az eredeti cikk szerkesztőit annak laptörténete sorolja fel. Ez a jelzés csupán a megfogalmazás eredetét és a szerzői jogokat jelzi, nem szolgál a cikkben szereplő információk forrásmegjelöléseként.